# Нейху
Район Нейху (кит.: 內湖區) — район в столиці та місті центрального підпорядкування Республіки Китай Тайбеї.

## Географія
Площа району Нейху на 10 вересня 2017 становила близько 31,5787 км².

## Населення
Населення району Нейху на 15 серпня 2006 становило близько 263 651 осіб. Густота населення становила 8349 осіб/км².